# Bryshere Y. Gray
Bryshere Yazshawn "Yazz" Gray (* 28. listopadu 1993, Filadelfie, Pensylvánie, Spojené státy americké), známý pod svým pódiovým jménem Yazz the Greatest je americký herec a rapper, známý díky roli Hakeema Lyona v seriálu Empire stanice FOX.

## Životopis
Narodil se ve Filadelfii v Pensylvánii. Poté, co se zranil při hraní fotbalu za středoškolský tým, objevil svou novou vášeň v hudbě a začal vystupovat na ulicích, přičemž pomáhal své svobodné matce s penězi na živobytí. Následně začal spolupracovat s manažerem Charlie Mackem.

## Kariéra
Od roku 2013 vystupoval na několika festivalech v okolí Filadelfie, včetně Jay-zho festival Made in America, The Roots Picnic Festival a koncertu rádiové stanice Power 99FM. Stal se předzpěvákem raperů jako Fabolous a 2 Chainz. V roce 2015 se poprvé objevil na televizních obrazovkách jako Hakeem Lyon v seriálu Empire na stanici FOX . V březnu 2015 bylo potvrzeno, že podepsal smlouvu s nahrávací společností Columbia Records na vydání alba.
V dubnu 2016 bylo potvrzeno, že se připojí k obsazení seriálu New Edition: The Movie, krátkému seriálu u R&B chlapecké kapele New Edition. Premiéra je naplánovaná na rok 2017.

## Osobní život
Dne 13. července 2020 byl zatčen policií ve městě Goodyear v Arizoně poté, co měl údajně napadnou svojí manželkou. Gray čelí obvinění z napadení, domácího násilí a výtržnictví.

## Filmografie
| Rok       | Název                    | Role           | Poznámky |
| --------- | ------------------------ | -------------- | --- |
| 2015–2020 | Empire                   | Hakeem Lyon    | hlavní role, 102 dílů nominace – Teen Choice Awards v kategorii Průlomová televizní hvězda (15) nominace – Teen Choice Awards v kategorii Nejlepší televizní chemie (15) nominace – Teen Choice Awards v kategorii Nejlepší písnička ve filmu/seriálu (15) nominace – NAACP Image Awards v kategorii Nejlepší herec v dramatickém seriálu ve vedlejší roli (16) nominace – NAACP Image Awards v kategorii Nejlepší nový umělec (16) |
| 2017      | New Edition: The Movie   | Michael Bivins | mini-série, 3 díly |
| 2017      | Bitva playbacků          | Sám sebe       | |
| 2018      | Honey: Rise Up and Dance | Tyrell         | |
| 2018      | Sprinter                 | Marcus Brick   | |
| 2019      | Canal Street             | Kholi Styles   | |